# Wetterkreuz (Wachenheim)
Das Wetterkreuz nordwestlich von Wachenheim ist ein Kulturdenkmal aus dem 16. Jahrhundert. Es wurde 1513 von Wachenheimer Winzern aufgestellt und sollte Schutz vor von Westen aufziehenden Gewitter- und Hagelschauern bieten.

## Eigenschaften
Die Inschriften auf den Kreuzbalken stellen in gotischer Minuskelschrift die Namen der vier Evangelisten dar. Darunter steht die Jahreszahl 1513.

## Gelände
Das Gelände rund um das Kreuz ist heute ein Kastanienwald und gehört dem Drachenfels-Club aus Bad Dürkheim, der auch die Pflege übernommen hat. Der Drachenfels-Club hat das Kreuz im Jahr 1906 neu aufgestellt. 1952 wurden Kriegsschäden beseitigt.

Infotafel an der Anlage des Wetterkreuzes
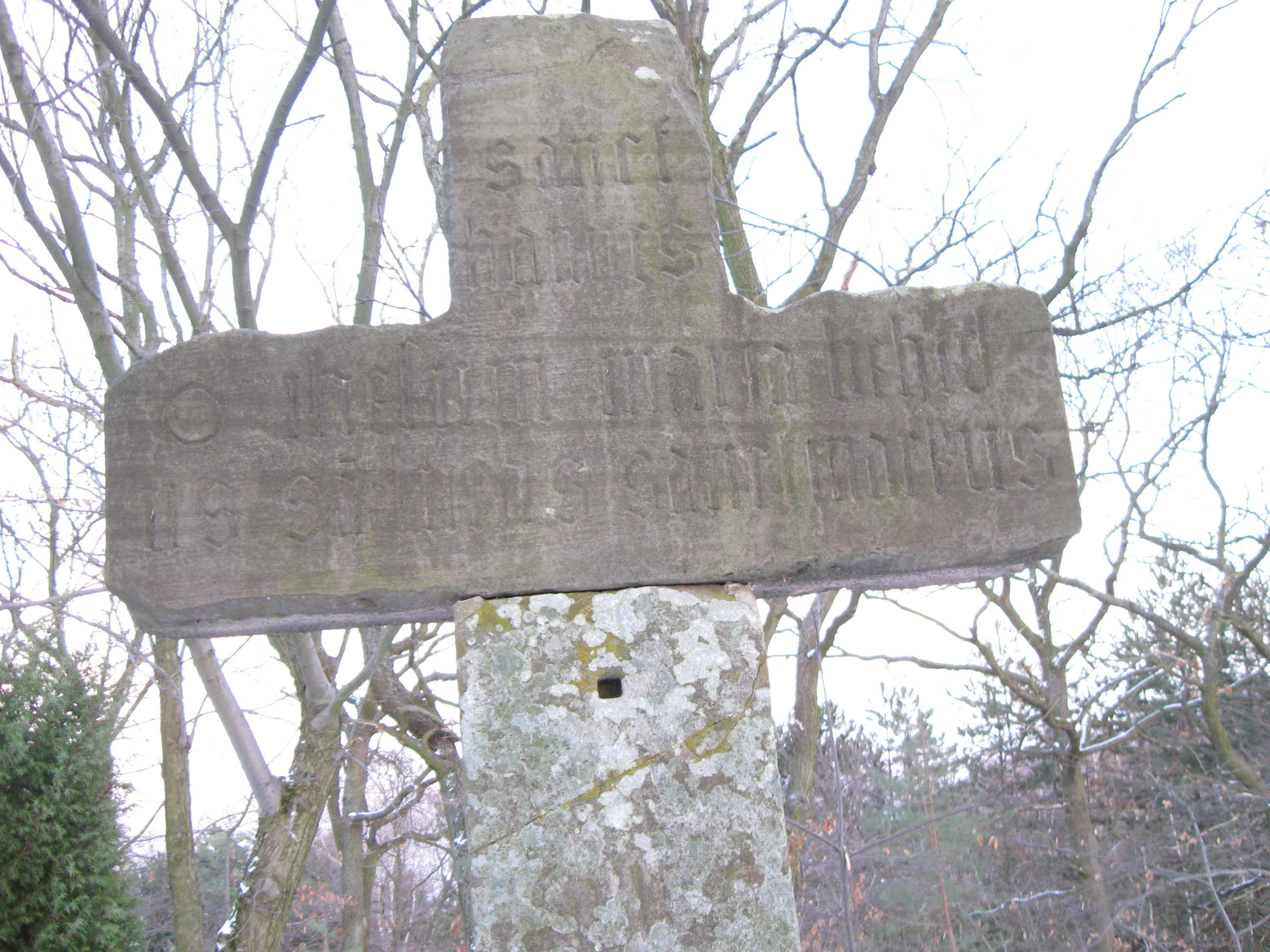
Detail des Kreuzes